# Distretto di Kargil
Il distretto di Kargil è un distretto del territorio del Ladakh, in India, di 115 227 abitanti. Il suo capoluogo è Kargil.